# Tiberius Sempronius Gracchus (consul in 177 en 163 v.Chr.)
Tiberius Sempronius Gracchus (ca. 220-ca. 150 v.Chr.) was een Romeins militair en staatsman. Hij was de vader van de gebroeders Tiberius en Gaius Sempronius Gracchus, beter bekend als "de Gracchen".
Hij was praetor in 179 v.Chr. en regelde als stadhouder van Hispania Citerior en Sardinië de Romeinse bezetting van Spanje. Hij werd achtereenvolgens consul in 177, censor in 169 en opnieuw consul in 163 v.Chr. Als censor trad hij streng op tegen de equites en tegen de laakbare praktijken van sommige belastinggaarders. Op het Forum liet hij de Basilica Sempronia oprichten. 
Na de dood van Publius Cornelius Scipio Africanus maior trad hij op 50-jarige leeftijd in het huwelijk met diens dertig jaar jongere dochter Cornelia. Van hun kinderen bleven in leven Tiberius, Gaius en Sempronia die haar adoptieneef Publius Cornelius Scipio Aemilianus Africanus minor huwde. Tiberius en Gaius hebben zich met idealistische overgave ingespannen om de zware economische crisis van de 2e eeuw v.Chr. met drastische en ingrijpende maatregelen op te lossen. Hun moeder, Cornelia, had de begaafde jongens in de beste tradities van haar familie opgevoed.